# Marta García López
Marta García López (Dénia, Alicante; 9 de agosto de 2000) es una piloto de automovilismo española. En 2016 debutó en categorías de monoplazas e ingresó en la Academia de Renault Sport en 2017. Ha disputado las tres temporadas de W Series, obteniendo una victoria, cuatro podios y dos pole positions. En 2023 se proclamó campeona de la temporada inaugural de F1 Academy con Prema Racing. En 2024 disputó la Fórmula Regional Europea como miembro de las Iron Dames. En 2025 compite en GT’s con un Porsche 992 GT3 R en el GT World Challenge Europe y la Le Mans Cup.

## Carrera

### Inicios
Marta García comenzó su carrera en los deportes de motor en carreras del karting, donde ganó títulos como el Trofeo CIK-FIA Karting Academy en 2015 y el Trofeo delle Industrie de 2015, la carrera de karts más antigua del mundo, que anteriormente ha sido ganada por algunos campeones de Fórmula 1, como Fernando Alonso, Lewis Hamilton y Sebastian Vettel.

### Fórmula 4
La primera categoría de monoplazas en la que participó fue el Campeonato de España de F4, en las últimas cuatro rondas del campeonato del 2016 y junto al equipo español Drivex. Su mejor posición en carrera fue quinta, de las cuales consiguió en cinco oportunidades de once que disputó. Al participar en menos de cinco rondas, la piloto no obtuvo una posición en el campeonato de pilotos.
En 2017, fue reclutada por la Academia de Renault Sport, y participó nuevamente en la categoría española, esta vez junto a la escudería MP Motorsport. Al igual que la temporada pasada, su mejor resultado en carrera fue un quinto puesto, y terminó novena en el campeonato; fue expulsada de la academia, al no cumplir sus expectativas de terminar en las tres primeras posiciones en el campeonato. El mismo año también disputó una ronda de la temporada de SMP Fórmula 4 con MP Motorsport, puntuando en una de las tres carreras. también compitió en una ronda de la F4 NEZ en Moscú donde terminó en sexta posición de 19 pilotos.

### W Series y F1 Academy

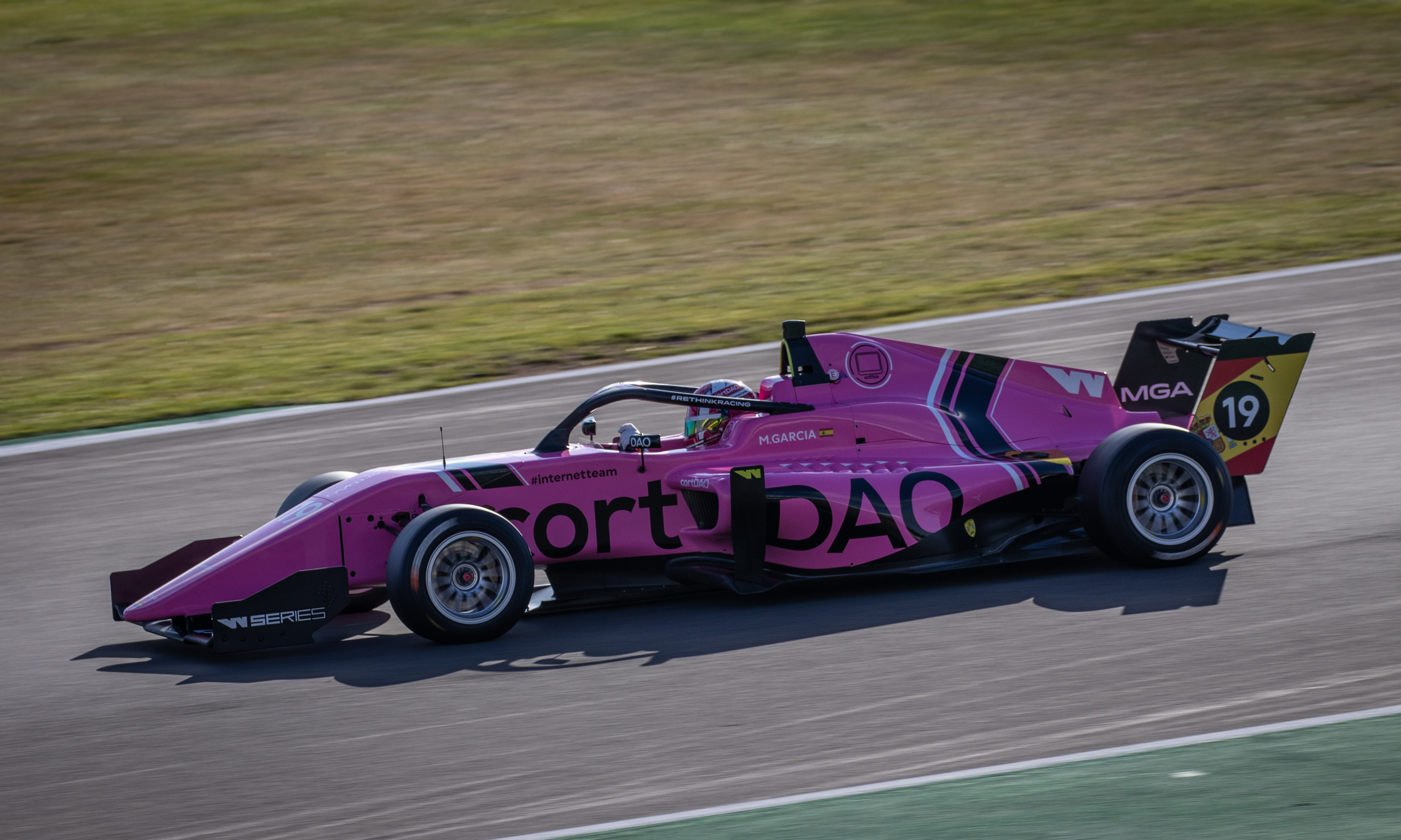
García en el Circuito de Silverstone, 2022.

Tras no participar en categorías de monoplazas durante 2018, la española fue parte de la temporada 2019 de W Series. Logró un podio en la primera carrera de la temporada, en el Hockenheimring, al terminar en la tercera posición. En las dos siguientes rondas disputadas en Zolder y Misano finalizó en cuarta y sexta posición respectivamente. Logró la pole position y victoria de la cuarta ronda, disputada en el Norisring. Acabó la temporada en cuarto lugar del campeonato de pilotos con 66 puntos.
En 2021 siguió en el campeonato, pero salvo un podio logrado en Spa-Francorchamps, completó una temporada nefasta en cuanto a resultados que la dejaron en decimosegunda posición y con dudas de volver a ser llamada por el campeonato para la temporada 2022. Marta se perdió además la última carrera de la temporada por problemas de ansiedad.
Continuó pese a ello una tercera temporada en la que fue de menos a más y aunque no pudo igualar su primera temporada, logró una pole position y un tercer lugar en la que iba a ser la última ronda, tras cancelarse el campeonato a posteriori. Quedó sexta clasificada entre Belén García y Nerea Martí.

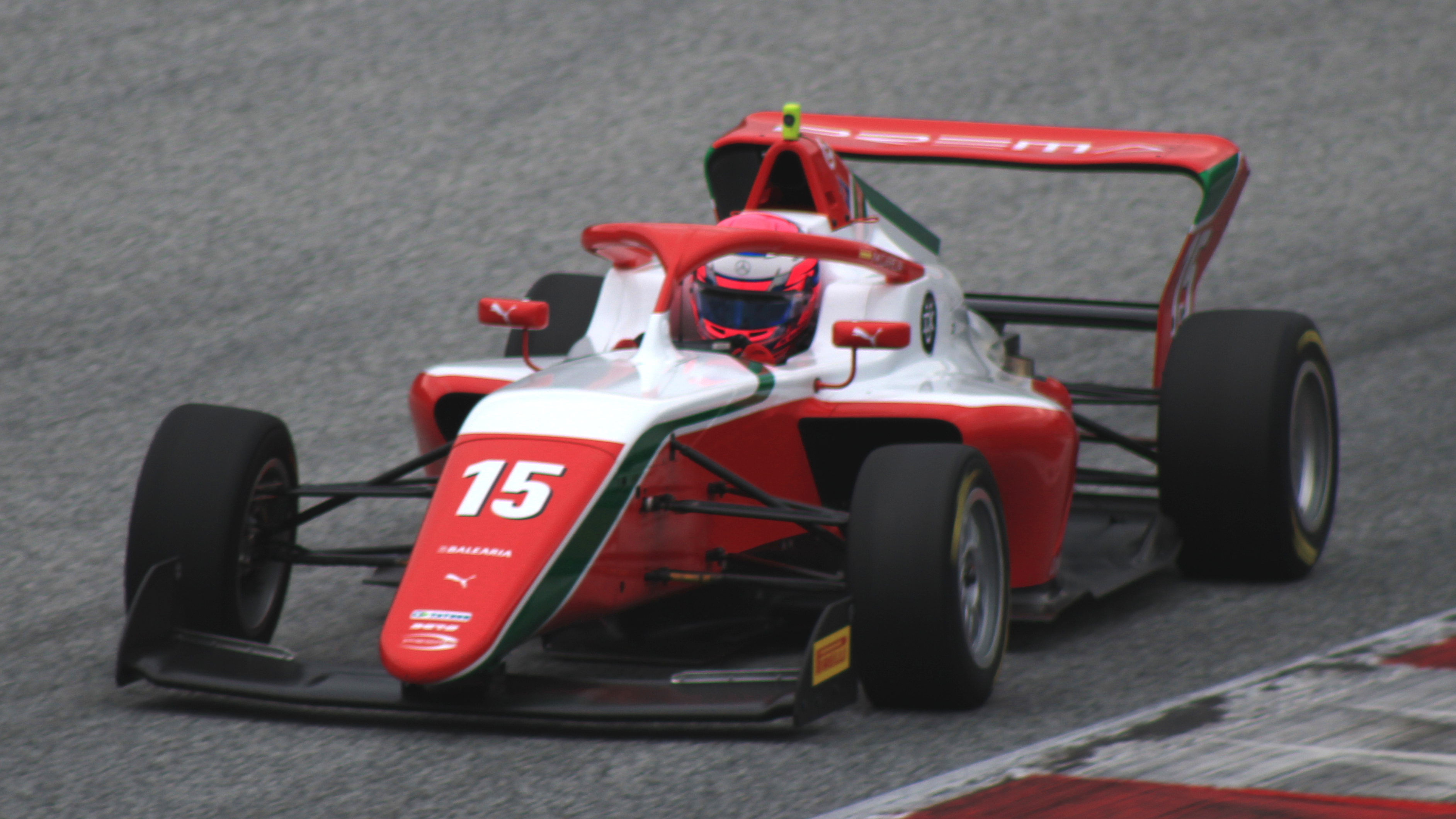
Marta con Prema Racing en el Red Bull Ring (2023)

Tras encontrarse sin asiento, Marta empezó 2023 iniciando una campaña de micromecenazgo para encontrar uno nuevo, por suerte para ella el 21 de marzo de 2023, se confirmó que competiría en la F1 Academy al ficharla Prema Racing, en un campeonato disputado con Fórmulas 4 siendo también exclusivo para mujeres y creado para suplir el sitio de la W Series. Tras mostrarse regularmente en las posiciones de cabeza durante la temporada logrando 7 victorias y 12 podios, el 21 de octubre gana la competición, siendo la primera campeona en la historia de la categoría. 

### Fórmula E
El 13 de mayo de 2024 formó parte en el test oficial de jóvenes pilotos de Fórmula E en Berlín con el equipo ERT, siendo la tercera mujer por detrás de Jamie Chadwick y Alice Powell.

### Fórmula Regional y GTs
Tras el logro de García en la F1 academy, recibió un asiento totalmente financiado en la temporada 2024 del Campeonato de Fórmula Regional Europea con Prema Racing. Sin embargo, en abril, anunció que se cambiaría a Iron Dames para asociarse con Doriane Pin, ya que el equipo italiano hacía su debut en la serie. Los resultados de las pilotos no fueron para nada destacados, quedando habitualmente en la parte posterior de las parrillas, lo que hizo a la Academy cambiar su premió para 2025 con un asiento en el Campeonato GB3. El 24 de agosto hizo su debut en GT en la Ligier European Series en el Circuito de Spa-Francorchamps, logrando la victoria en la categoría LS2 R en su segunda carrera, consiguiendo las dos vueltas rápidas ese fin de semana. En la última ronda calificó tercera para las dos carreras. Fue eliminada en la primera carrera mientras luchaba por un puesto en el podio, pero salió victoriosa de la segunda carrera.

## Resumen de carrera

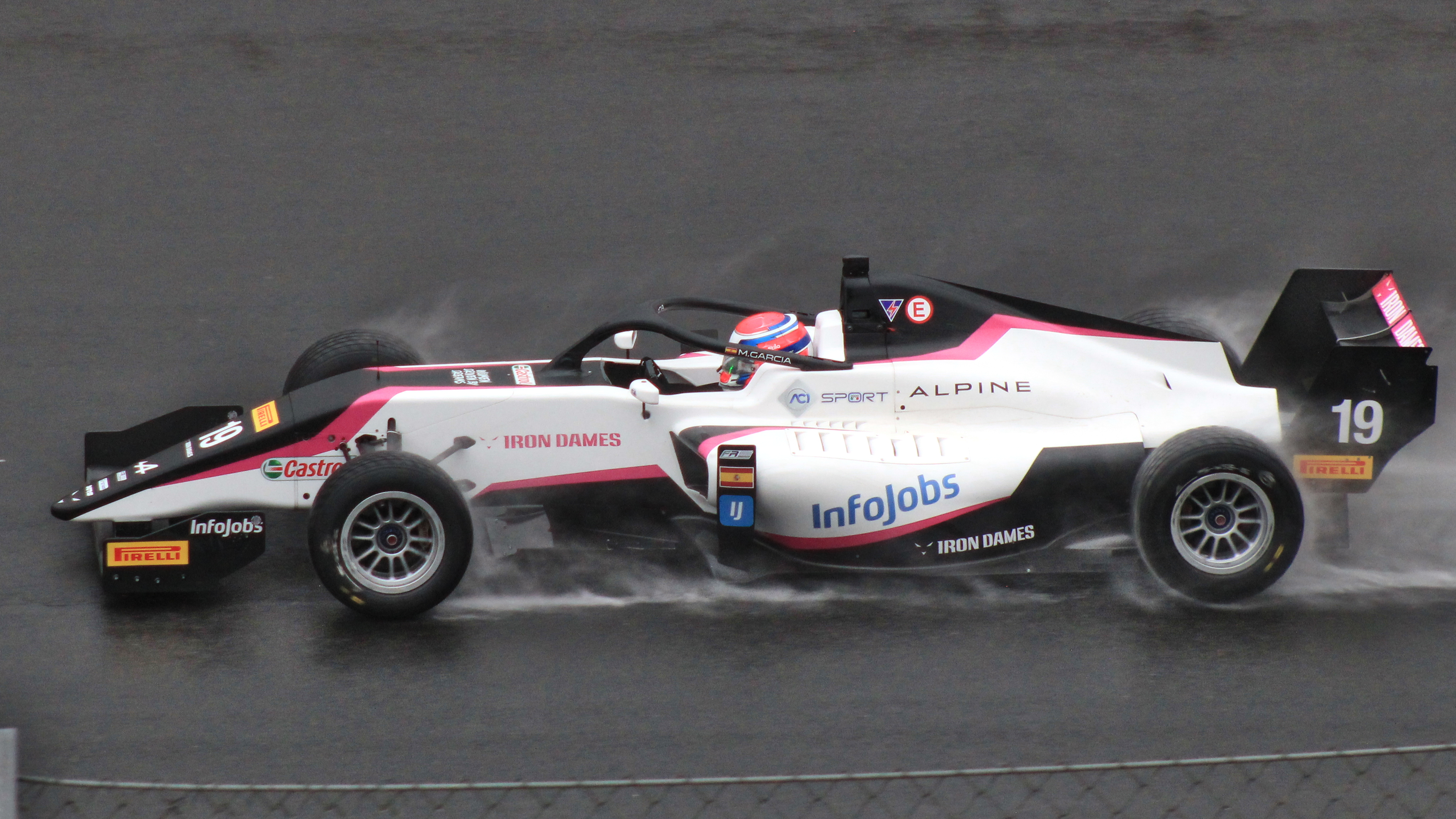
García pilotando en la FRECA en 2024

| Temporada | Categoría                              | Equipo                  | Carreras | Victorias | Poles | VR | Podios | Puntos | Pos. |
| --------- | -------------------------------------- | ----------------------- | -------- | --------- | ----- | -- | ------ | ------ | ---- |
| 2016      | Campeonato de España de F4             | Drivex                  | 11       | 0         | 0     | 0  | 0      | 0      | NC   |
| 2017      | Campeonato de España de F4             | MP Motorsport           | 20       | 0         | 0     | 0  | 0      | 70     | 9.ª  |
| 2017      | SMP Fórmula 4                          | MP Motorsport           | 3        | 0         | 0     | 0  | 0      | 8      | 17.ª |
| 2019      | W Series                               | Hitech GP               | 6        | 1         | 1     | 0  | 2      | 66     | 4.ª  |
| 2021      | W Series                               | Puma W Series Team      | 7        | 0         | 0     | 0  | 1      | 21     | 12.ª |
| 2022      | W Series                               | Quantfury W Series Team | 7        | 0         | 1     | 0  | 1      | 45     | 6.ª  |
| 2023      | F1 Academy                             | Prema Racing            | 21       | 7         | 5     | 6  | 12     | 278    | 1.ª  |
| 2024      | Campeonato de Fórmula Regional Europea | Iron Dames              | 20       | 0         | 0     | 0  | 0      | 0      | 28.ª |
| 2024      | Ligier European Series - JS2R          | Iron Dames by M Racing  | 4        | 2         | 0     | 3  | 2      | 71     | 8.ª  |
| Fuente:   |                                        |                         |          |           |       |    |        |        |      |

## Resultados

### W Series
(Clave) (negrita indica pole position) (cursiva indica vuelta rápida)

| Año  | Team                  | 1       | 2      | 3      | 4      | 5     | 6      | 7      | 8       | DC   | Points |
| ---- | --------------------- | ------- | ------ | ------ | ------ | ----- | ------ | ------ | ------- | ---- | ------ |
| 2019 | Hitech GP             | HOC 3   | ZOL 4  | MIS 6  | NOR 1  | ASS 9 | BRH 8  |        |         | 4.ª  | 66     |
| 2021 | Puma W Series Team    | SPI Ret | SPI 12 | SIL 12 | BUD 7  | SPA 3 | ZAN 18 | AUS 15 | AUS DNS | 12.ª | 21     |
| 2022 | CortDAO W Series Team | MIA 11  | MIA 9  | BAR 6  | SIL 18 | LEC 6 | BUD 4  | SIN 3  |         | 6.ª  | 45     |

### F1 Academy
(Clave) (negrita indica pole position) (cursiva indica vuelta rápida)

| Año  | Equipo       | 1   | 1   | 1   | 2   | 2   | 2   | 3   | 3   | 3   | 4   | 4   | 4   | 5   | 5   | 5   | 6   | 6   | 6   | 7   | 7   | 7   | Pos. | Puntos |
| ---- | ------------ | --- | --- | --- | --- | --- | --- | --- | --- | --- | --- | --- | --- | --- | --- | --- | --- | --- | --- | --- | --- | --- | ---- | ------ |
| 2023 | Prema Racing | SPI | SPI | SPI | VAL | VAL | VAL | BAR | BAR | BAR | ZAN | ZAN | ZAN | MNZ | MNZ | MNZ | LEC | LEC | LEC | AUS | AUS | AUS | 1.º  | 278    |
| 2023 | Prema Racing | 1   | 7   | 1   | 6   | 5   | 1   | 3   | 2   | 3   | Ret | 2   | 4   | 1   | 6   | 5   | 6   | 1   | 1   | 1   | Ret | 3   | 1.º  | 278    |

### Fórmula Regional Europea
(Clave) (negrita indica pole position) (cursiva indica vuelta rápida)

| Año  | Equipo     | 1        | 2        | 3        | 4        | 5        | 6        | 7        | 8         | 9        | 10       | 11       | 12       | 13       | 14       | 15       | 16       | 17       | 18       | 19       | 20       | Pos. | Pts. |
| ---- | ---------- | -------- | -------- | -------- | -------- | -------- | -------- | -------- | --------- | -------- | -------- | -------- | -------- | -------- | -------- | -------- | -------- | -------- | -------- | -------- | -------- | ---- | ---- |
| 2024 | Iron Dames | HOC 1 24 | HOC 2 25 | SPA 1 21 | SPA 2 15 | ZAN 1 24 | ZAN 2 22 | HUN 1 20 | HUN 2 Ret | MUG 1 31 | MUG 2 27 | LEC 1 18 | LEC 2 20 | IMO 1 23 | IMO 2 17 | RBR 1 23 | RBR 2 14 | CAT 1 29 | CAT 2 24 | MNZ 1 20 | MNZ 2 24 | 28.ª | 0    |